# Телекомуникације у Босни и Херцеговини
Телекомуникације у Босни и Херцеговини обухватају подручје радија, телевизије, фиксне и мобилне телефоније и интернета.
Подручје комуникација у Босни и Херцеговини уређује државна Регулаторна агенција за комуникације.

## Историја
Стање телекомуникацијских услуга пре рата 1990-их било је релативно добро. Инфраструктура је укључивала телефонску и телеграфску мрежу, као и мрежу за пренос података. Укупни капацитет телефонских централа износио је 744.000 телефонских бројева. Ратна разарања су проузроковала велику материјалну штету на свим објектима телекомуникација. Осим тога, административна подела државе на два ентитета и дистрикт, као директна последица рата, додатно је утицала на стање уређености у сектору телекомуникација.

## Радио и телевизија

### Радио
У Босни и Херцеговини постоји велики број радио станица. Оне су како у приватном тако и у јавном власништву, с различитим степеном покривености територије сигналом.

### Телевизија
Телевизијски спектар фреквенција попуњава велики број ТВ станица. ТВ станице су углавном у приватном власништву изузев јавних емитера и станица које су у власништву општина или кантона који се сматрају и оснивачима тих медијских кућа. Јавни ТВ емитери у Босни и Херцеговини су:
- Радио-телевизија Босне и Херцеговине (БХРТ),
- Радио-телевизија Федерације Босне и Херцеговине (РТВФБиХ)
- Радио-телевизија Републике Српске (РТРС).

Јавни емитери имају велики степен покривености територије сигналом.